# Vitnäbbad visslare
Vitnäbbad visslare (Pseudorectes incertus) är en fågel i familjen visslare inom ordningen tättingar.

## Utbredning och systematik
Fågeln förekommer i låglänta områden på södra Nya Guinea (Lorentzfloden till övre Fly River). Den behandlas som monotypisk, det vill säga att den inte delas in i några underarter.

## Status
Arten har ett begränsat utbredningsområde, men beståndet anses vara stabilt. IUCN kategoriserar arten som livskraftig.